# Josephine Schmidt
Josephine Darie Schmidt (* 29. September 1980 in Potsdam) ist eine deutsche Schauspielerin, Hörspielsprecherin, Synchronsprecherin und -Regisseurin.

## Karriere
Schmidt legte im Jahr 2000 in Potsdam ihr Abitur ab.
Nach zwei Nebenrollen, die sie als Jugendliche verkörperte, u. a. Penelope in Mama ist unmöglich, stand sie vom November 2002 bis November 2008 als Paula Rapf in der Seifenoper Gute Zeiten, schlechte Zeiten vor der Kamera. Weitere Fernsehauftritte folgten im Jahr 2008, u. a. in der Sat.1-Produktion R. I. S. – Die Sprache der Toten als Angelika Jensen sowie in der ZDF-Produktion SOKO Leipzig als Christine Veit.
2005 spielte sie am Theater die Felice Schachwiz in der Uraufführung von Rolf Hochhuths Familienbande. Im Jahr 2006 stand sie im Hamburger Theater „Weisser Rausch“ für das Projekt Minimal Music auf der Bühne.
Seit 2004 ist Josephine Schmidt auch als Synchronsprecherin tätig und lieh ihre Stimme bereits diversen Film- und Fernsehfiguren wie Larissa Lebkuchen im Trickfilm Emily Erdbeer – Beerige Weihnachten, Sandi Crocker in der Kinderserie Hier ist Ian oder Natalia in der mexikanischen Telenovela Ruby. Schmidt vertonte zudem auch schon in einigen Animeserien die Hauptrolle, unter anderem Milano in Murder Princess, Saki Morimi in Eden of the East und Priscilla in der Dark-Fantasy-Serie Claymore. Seit 2005 spricht sie diverse Werbespots beim Kindersender Nickelodeon. 2011 synchronisierte sie Shiina in dem Drama-Anime Angel Beats!. Sie ist zudem die deutsche Synchronstimme von Ahsoka Tano in Star Wars: The Clone Wars, Star Wars Rebels, The Mandalorian, Das Buch von Boba Fett, Geschichten der Jedi sowie Ahsoka.
2009 stieg Schmidt bei der Telenovela Anna und die Liebe ein und übernahm vom 3. März bis zum 3. November 2010 die Rolle der Protagonistin Mia Maschke.
Josephine Schmidt engagiert sich für das Lesen- und Schreibenlernen im Rahmen der Kampagne „iCHANCE“, die vom Bundesverband Alphabetisierung und Grundbildung durchgeführt wird. Erwähnenswert hierbei ist auch, dass ihre Rolle bei Anna und die Liebe eine Analphabetin war. Vor diesem Hintergrund lieh sie beim Hörspiel Mit einem blauen Auge! einer Nebenrolle ihre Stimme.

## Schauspielrollen
- 1996: Kinder ohne Gnade (Fernsehfilm)
- 1997: Mama ist unmöglich (Fernsehserie, sechs Folgen)
- 2002–2009: Gute Zeiten, schlechte Zeiten (Seifenoper, 1568 Folgen)
- 2008: R. I. S. – Die Sprache der Toten (Fernsehserie, Folge: Die Augen des Todes)
- 2008: SOKO Leipzig (Fernsehserie, Folge: Donald)
- 2008: Plötzlich Papa – Einspruch abgelehnt! (Fernsehserie, Folge: Beim Barte des Propheten)
- 2009–2010: Anna und die Liebe (Seifenoper, Staffel 1–2, 272 Folgen)
- 2011: Der letzte Bulle (Fernsehserie, Folge: Tod eines Strippers)
- 2011: Flaschendrehen
- 2012: Notruf Hafenkante (Fernsehserie, Folge: Es grünt so grün)
- 2012: Alles Klara (Fernsehserie, Folge: Die falsche Braut)
- 2013: Heiter bis tödlich: Zwischen den Zeilen (Fernsehserie, 16 Folgen)
- 2014: Innenkind
- 2014: Josephine Klick – Allein unter Cops (Fernsehserie, Folge: Feuerwehr)
- 2015: Bettys Diagnose (Fernsehserie) – Folge: (Fernsehserie, Folge: Fieber)
- 2015: Herzensbrecher – Vater von vier Söhnen (Fernsehserie, Folge: Ein Wink Gottes)
- 2023: Hotel Mondial (Fernsehserie, Folge: Auf Messers Schneide)

## Synchronsprecherarbeiten (Auswahl)
Ashley Eckstein
- 2008: als Ahsoka Tano in Star Wars: The Clone Wars
- 2008–2014, 2020: als Ahsoka Tano in Star Wars: The Clone Wars
- 2015–2018: als Ahsoka Tano in Star Wars Rebels
- 2019: als Ahsoka Tano in Star Wars: Der Aufstieg Skywalkers
- 2022: als Ahsoka Tano in Star Wars: Geschichten der Jedi

Rosario Dawson
- 2020: als Ahsoka Tano in The Mandalorian
- 2022: als Ahsoka Tano in Das Buch von Boba Fett
- 2023: als Ahsoka Tano in Ahsoka

### Filme
- 2005: Ryna als Ryna (Dorotheea Petre)
- 2008: Party Date – Per Handy zur großen Liebe als Lisa Cross (Cindy Busby)
- 2008: Naruto Shippûden The Movie: Bonds als Amaru
- 2009: Dead Like Me – So gut wie Tot als Reggie Lass (Britt McKillip)
- 2009: Barbie und Die Drei Musketiere – Miette
- 2010: Eden of the East als Saki Morimi (Saori Hayami)
- 2010: Ein Pferd für Klara als Anna (Maia Rottenberg)
- 2011: Detective K: Im Auftrag des Königs als Han Gaek-joo
- 2012: Barbie und das Geheimnis von Oceana 2 als Kylie Morgan
- 2012: Step Up: Miami Heat als Penelope (Cleopatra Coleman)
- 2014: Warschau ’44 als Alicja „Ala“ Saska (Zofia Wichłacz)
- 2014: Die Schadenfreundinnen als Lydia (Nicki Minaj)
- 2015: Und täglich grüßt der Bräutigam als Jaclyn (Autumn Reeser)
- 2015: Jurassic World als Vivian (Lauren Lapkus)
- 2016: Ride Along: Next Level Miami als Tasha (Nadine Velazquez)
- 2016: Gantz: O als Reika
- 2019: Winter Castle – Romanze im Eishotel als Jenny (Emilie Ullerup)
- 2024: Beverly Hills Cop: Axel F  als Jane Saunders (Taylour Paige)

### Serien
- 2003: Emily Erdbeer als Larissa Lebkuchen
- 2005: Hier ist Ian als Sandi Crocker (4 Folgen)
- 2007: Tengen Toppa Gurren-Lagann als Yoko Littner (Marina Inoue)
- 2007: Murder Princess als Milano Entrasia
- 2007–2017: Naruto Shippuden als Fuu
- 2008: Greek als Rebecca Logan (Dilshad Vadsaria)
- 2008: Mama Mirabelle’s Tierkino als Elefant Max
- 2008: Heartland – Paradies für Pferde als Ashley Stanton (Cindy Busby)
- 2009–2011: Gossip Girl als Jenny Humphrey (Taylor Momsen)
- 2009–2012: One Tree Hill als Mia Catelano (Kate Voegele)
- 2010: The Hills als Stacie (Stacie Hall)
- 2010–2017: Pretty Little Liars als Spencer Hastings (Troian Bellisario)
- 2011: Claymore – Schwert der Rache als Priscilla (Aya Hisakawa)
- 2011: Eureka – Die geheime Stadt als Dr. Holly Marten (Felicia Day)
- 2011: Angel Beats! als Shiina (Fūko Saitō)
- 2011–2016: Awkward – Mein sogenanntes Leben als Jenna Hamilton (Ashley Rickards)
- 2012: Btooom! als Himiko. (Suzuko Mimori)
- 2012: Puella Magi Madoka Magica als Hitomi Shizuki (Ryōko Shintani)
- 2013: Big Time Rush als Cher Lloyd (Cher Lloyd)
- 2014: Bates Motel als Patty Lin (Agam Darshi)
- 2014: Last Man Standing als Kristin Beth Vogelson (Amanda Fuller)
- 2014: The Secret Circle als Diana Meade (Shelley Hennig)
- 2014: Under the Dome als Rebecca Pine (Karla Crome)
- 2014–2021: Navy CIS als Eleanor „Ellie“ Bishop (Emily Wickersham)
- 2014–2019: Orange Is the New Black als Lorna Morello (Yael Stone)
- 2014: Super 4 als Prinzessin Leonora (Alyson Leigh Rosenfeld)
- 2015: Akuma no Riddle als Tokaku Azuma (Ayaka Suwa)
- 2015: Aldnoah Zero als Asseylum Vers Allusia (Sora Amamiya)
- 2015: Dusk Maiden of Amnesia als Kirie Kanoe (Sora Amamiya)
- 2015–2016: Scream als Emma Duvall (Willa Fitzgerald)
- 2015: Anger Management als Jamie (Odette Annable)
- 2015–2021: Superstore als Cheyenne Taylor Lee (Nichole Bloom)
- 2015–2016: Die rothaarige Schneeprinzessin als Shirayuki (Saori Hayami)
- 2015–2022: Fear The Walking Dead als Alicia Clark (Alycia Debnam-Carey)
- 2016: Attack on Titan als Hanji Zoe (Romi Park)
- seit 2016: LEGO Jurassic World: The Indominus Escape als Vivian (Lauren Lapkus)
- 2016–2019: Powerpuff Girls als Prinzessin Morbucks (Haley Mancini)
- 2016–2020: Mr. Robot als Darlene Alderson (Carly Chaikin)
- seit 2017: Loudermilk als Claire (Anja Savcic)
- 2017: Tote Mädchen lügen nicht als Jessica (Alisha Boe)
- 2017: Dragon Ball Super als Zeno
- 2017: Greenhouse Academy als Jackie (Jessica Amlee)
- 2017: Alias Grace als Grace Marks (Sarah Gadon)
- 2017: Fairy Tail als Juvia Loxar (Mai Nakahara)
- 2019–2023: You – Du wirst mich lieben als Love Quinn (Victoria Pedretti)
- 2019–2020: Chilling Adventures of Sabrina als Elspeth (Emily Haine)
- 2019: Regenbogen Schmetterling Einhorn Kitty als Felicity
- seit 2019: Date A Live als Kotori Itsuka (Ayane Taketatsu)
- 2020–2023: Ragnarök als Saxa Jutul (Theresa Frostad Eggesbø)
- seit 2021: Resident Alien als D’arcy Bloom (Alice Wetterlund)
- seit 2021: Idefix und die Unbeugsamen als Turbine (Kelly Marot)
- 2022: The Old Man als Belour Hamzad / Abbey Chase (jung)
- seit 2022: The Lincoln Lawyer als Izzy (Jazz Raycole)
- 2023: Glamorous als Venetia Kelaher (Jade Payton)
- seit 2025: High Potential als Daphne Forrester (Javicia Leslie)

### Videospiele
- 2012: League of Legends als Vi[5]
- 2018: Kingdom Come: Deliverance als Theresa[6]
- 2019: Far Cry New Dawn als Carmina Rye
- 2020: Cyberpunk 2077 als Karina Lee
- 2021: Riders Republic als Christy Q / Champion 3 / Fan
- 2021: Forza Horizon 5 als Pionier weiblich / Frankie weiblich
- 2022: As Dusk Falls Michelle Walker
- 2023: Final Fantasy XVI

## Hörspiele (Auswahl)
- 2008: Point Whitmark: Der Duft der Finsternis, Verlag: Sony Music/Decision Products
- 2018: Das Geheimnis von Oceana 2 (Das Original-Hörspiel zum Film), Edelkids Verlag & BookBeat
- 2023: Star Wars: The Clone Wars: Der Schatten Der Malevolence / Die Zerstörung Der Malevolence (The Clone Wars 2, Walt Disney Records & Audible)